# Graphogaster nigrisquamata
Graphogaster nigrisquamata là một loài ruồi trong họ Tachinidae.